# آلینا گورلووا
آلینا ادواردیونا گورلووا ( اوکراینی: Алі́на Едуа́рдівна Го́рлова  ; زاده ۱۹۹۲) یک فیلمساز، کارگردان و فیلمنامه نویس اوکراینی می باشد که کارشناس در فیلم های مستند می باشد. گورلووا در سال ۲۰۱۷ به آکادمی فیلم اوکراین راه پیدا نمود و به عنوان هنرمند گرامی اوکراین در سال ۲۰۲۱ معرفی گردید. 
گورلووا از سال ۲۰۰۸ تا ۲۰۱۲ در تئاتر، سینما و دانشگاه تلویزیون ملی آی کی کارپنکو-کاری کیف تحصیل کرد.